# KrAZ-256

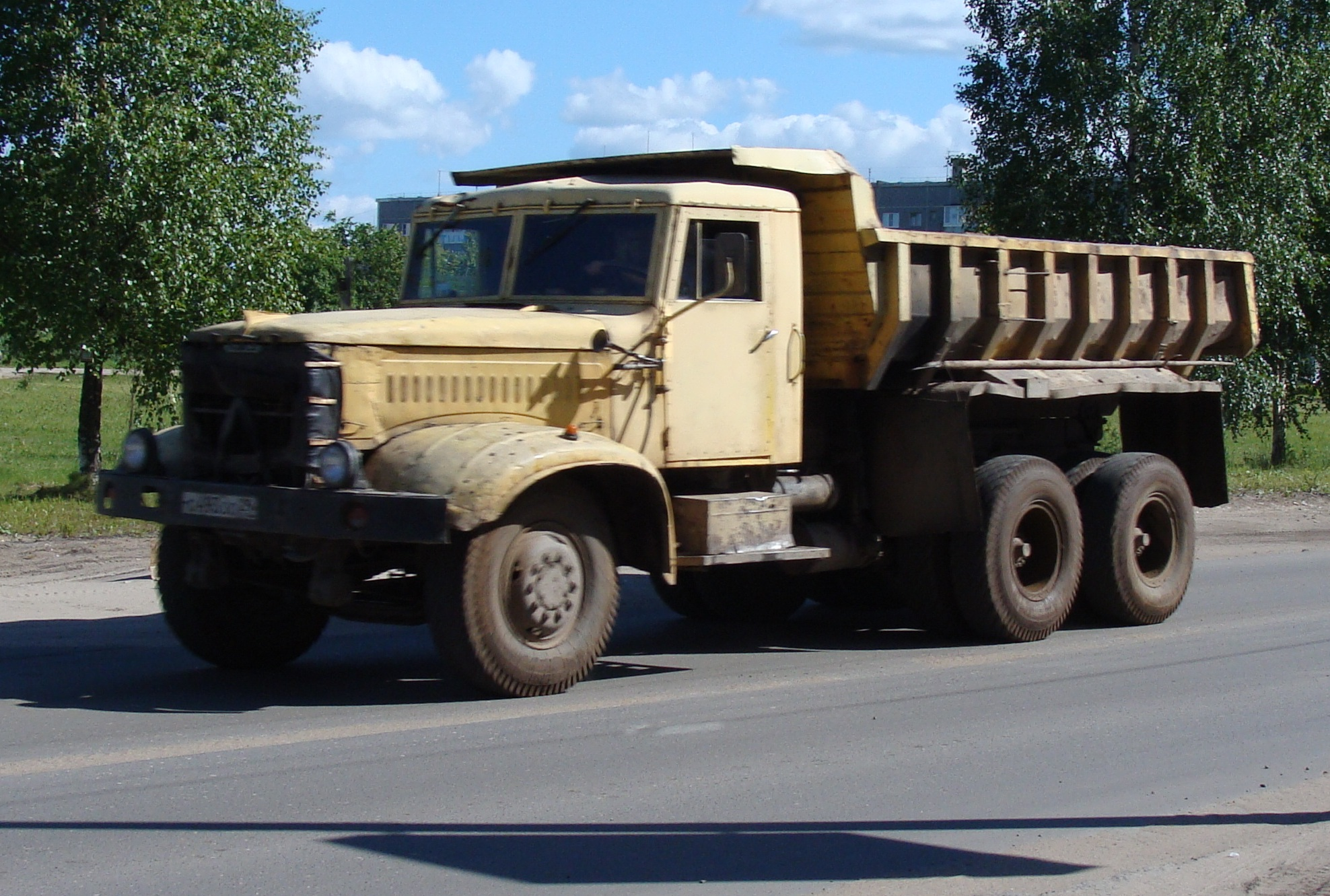
KrAZ-256B1 później produkcji

KrAZ-256 – radziecki ciężki samochód ciężarowy – wywrotka o ładowności 10 lub 12 ton, produkowany przez zakłady KrAZ od 1963 do 1994 roku. Podstawowym modelem był KrAZ-256B/B1.

## Historia
KrAZ-255 stanowił rozwinięcie modelu KrAZ-222, opracowanego pierwotnie w zakładach w Jarosławiu. Głównym ulepszeniem był nowy czterosuwowy silnik wysokoprężny JaMZ-238 w miejsce dwusuwowego JaMZ-206. Ponadto wprowadzono dalsze ulepszenia, m.in. nowy układ kierowniczy i ulepszone zawieszenie przednie (z amortyzatorami teleskopowymi zamiast ramieniowych) i tylne. Jednocześnie ulepszenia te, z wyjątkiem silnika wprowadzono w produkowanej jeszcze do 1968 roku wywrotce KrAZ-222B. 
Pierwszym modelem stał się KrAZ-256, produkowany od 1963 roku, o ładowności 10 ton. Nowy silnik w początkowej wersji (oznaczonej później JaMZ-238A) nie był jednak jeszcze dopracowany i osiągał moc do 215 KM, zamiast przewidywanych 240 KM. Od 1965 roku samochody te były wyposażane w nową, lżejszą skrzynię ładunkową o objętości 6 m³. Produkcję KrAZ-256 ze słabszym silnikiem zakończono w 1968 roku. 
Równocześnie z produkcją pierwszego modelu prowadzono prace nad dalszym ulepszeniem samochodu, których efektem stał się docelowy model KrAZ-256B, skonstruowany w 1965 roku i produkowany od maja 1966 roku. Wprowadzono w nim dopracowany już silnik JaMZ-238 o mocy 240 KM (od końca 1966 roku), wzmocnioną skrzynię biegów o zmienionych przełożeniach, nową skrzynię ładunkową, nowy mechanizm kierowniczy (od MAZ-500) i inne ulepszenia. Model ten miał ładowność 12 ton. W toku produkcji KrAZ-256B podlegał dalszym ulepszeniom m.in. od grudnia 1968 roku wspomaganie kierownicy pneumatyczne zastąpiono hydraulicznym, a prądnicę prądu stałego zastąpiono przez alternator. W 1969 roku reflektory, i światła pozycyjne, poprzednio wolnostojące na błotnikach, zaczęto montować na przedniej powierzchni skrzynek mocowanych z przodu błotników; zrezygnowano przy tym z kratownicy osłaniającej reflektory od przodu. Prostokątny zbiornik paliwa o pojemności 225 l, umieszczony po prawej stronie, zastąpiono wówczas przez prostszy w produkcji cylindryczny (165 l), zaczęto montować też dwa prostokątne lusterka wsteczne zamiast jednego kwadratowego. Od 1972 roku montowano dodatkowe dwa kierunkowskazy na górze przednich błotników. W 1973 roku samochód otrzymał Państwowy Znak Jakości ZSRR.
Od lipca 1976 roku produkowano wersję KrAZ-256B1, różniącą się głównie zastosowaniem dwuobwodowego układu hamulcowego (osobno na koła ostatniej osi). Od 1979 roku zastąpiła ona w produkcji bazowy model. Różnicę wizualną stanowiły dwa zbiorniki powietrza pod prawymi drzwiami kabiny. W tym okresie wzmocniono też konstrukcję i poprawiono jakość wykończenia samochodów. Od 1988 roku reflektory przeniesiono z błotników nad przedni zderzak, a światła pozycyjne umieszczono w zderzaku, co związane było z dostosowaniem do nowych norm co do wysokości umieszczenia reflektorów. Produkcję zakończono w 1994 roku. W sumie powstało 264 730 wywrotek rodziny KrAZ-256, w tym 144 228 KrAZ-256B1. Największą liczbę wyprodukowano w 1980 roku – 11 564. 
Od 1969 roku produkowano specjalną wersję KrAZ-256BS, przystosowaną do pracy w niskich temperaturach, zwłaszcza na dalekiej północy ZSRR (S od siewiernyj - północny). Posiadała on m.in. podgrzewacz silnika, izolację akumulatorów (o większej pojemności), lepszą izolację kabiny. Mogły one pracować przy temperaturze -60°C. W 1981 roku zastąpiła ją wersja B1S, produkowana do 1994 roku. Powstało 13.608 północnych modyfikacji, w tym 1901  BS. Zbudowano też 18 samochodów specjalnej wersji Kraz-256B1-030, przeznaczonych do likwidowania skutków awarii elektrowni atomowej w Czarnobylu, wyposażonych w ciężką jednoosobową kabinę ekranowaną ołowiem przeciwko promieniowaniu oraz system filtrowentylacyjny.